# Arthur Hofmann
Pour les articles homonymes, voir Hofmann.
Arthur Hofmann, nom complet Max Arthur Hofmann, (né le 19 avril 1863 à Stötteritz et mort le 3 mars 1944 à Fribourg-en-Brisgau) est un homme politique allemand (SPD). Il ne faut pas le confondre avec le militant communiste Arthur Hoffmann (de) (1900-1945) du même nom.

## Biographie
Arthur Hofmann est le fils d'un forgeron. Après l'école primaire de Reudnitz, il suit un apprentissage d'imprimeur de livres (1877-1881). Puis il entreprend un long voyage à travers l'Empire allemand et à l'étranger jusqu'en 1882, qui le conduit à travers l'Italie, l'Autriche-Hongrie et la Suisse, entre autres. En 1889, Hofmann fonde la maison d'édition et l'imprimerie du Volksblatt social-démocrate à Rudolstadt, le dernier journal interdit par la loi socialiste.
En 1890, Hofmann s'installe à Saalfeld, où il fonde également une imprimerie. En 1892, il devient conseiller municipal et en 1896 délégué de district.
De 1900 à 1918, Hofmann siège au parlement (de) de Saxe-Meiningen. De 1903 à 1907, puis à nouveau de 1912 jusqu'à l'effondrement de la monarchie en novembre 1918, Hofmann siège pour la circonscription de Schwarzbourg-Rudolstadt au Reichstag. En 1918, Hofmann est encore conseiller d'État au ministère de l'Intérieur de Saxe-Meiningen. De janvier 1919 à juin 1920, il est membre de l'Assemblée nationale constituante pour la 36e circonscription (Thuringe), puis de juin 1920 à mai 1924 député du Reichstag pour la 13e circonscription (Thuringe). En 1919, Hofmann devient vice-président du Conseil d'État de Thuringe.

## Travaux
- Des Arbeiters Maifest. Leipzig ohne Jahr [1912].
- Der Streikbrecher. Leipzig ohne Jahr [1912].
- Proletarier-Weihnachten. Leipzig ohne Jahr [1913].
- Das neue Krankenhaus der Stadt Aue. ohne Ort und Jahr
- Die Verlobung im Gefängnis. Leipzig ohne Jahr